# ستيف بنسون (كاتب)
ستيف بنسون (بالإنجليزية: Steve Benson)‏ هو كاتب وعالم نفس وشاعر أمريكي، ولد في 14 يونيو 1949 في برينستون في الولايات المتحدة.

## وصلات خارجية
- الموقع الرسمي